# Sauvatèrra (Alts Pirineus)
Sauvatèrra (en francès Sauveterre) és un municipi francès situat al departament dels Alts Pirineus i a la regió d'Occitània.

## Demografia
| 1962                                       | 1968 | 1975 | 1982 | 1990 | 1999 | 2007 |
| ------------------------------------------ | ---- | ---- | ---- | ---- | ---- | ---- |
| 223                                        | 208  | 185  | 187  | 161  | 151  | 176  |
| Des de 1962: població sense dobles comptes |      |      |      |      |      |      |

## Administració
| Període   | Identitat   | Partit |
| --------- | ----------- | ------ |
| 1945-1953 | E. Beaudean |        |
| 1953-1971 | A. Doubrere |        |
| 1971-2001 | J. Doubrere |        |
| 2001-     | C. Berdy    |        |